# حسين أباد (ميان كالة)
حسین أباد (بالإنجليزية: Damdari-ye Nowruz Ali Khadamlu)‏ هي قرية تقع في إيران في مازندران. يقدر عدد سكانها بـ 10 نسمة .